# Bernat Aragonés
Joan Bernat Aragonés i Fusté (nascut el maig de 1977) és un muntador, editor de cinema i tècnic d'efectes especials català. El 1999 es va llicenciar en Humanitats a la Universitat Pompeu Fabra i el 2002 va obtenir un Màster en Belles Arts a l'American Film Institute de Los Angeles. El 2015 va fundar l'estudi de postproducció Antaviana Films VFX & Postproduction.
Va debutar en cinema el 2000 com a muntador de curtmetratges, documentals i pel·lícules per televisió. El 2008 debutà com a muntador a Eskalofrío.
El 2010 fou nominat al Gaudí al millor muntatge pel seu treball a The Frost (el gebre). Fou nominat novament al Gaudí al millor muntatge per Fill de Caín (2014), L'altra frontera (2015) i El rey de La Habana (2015). El 2015 fou nominat al Premi Ariel als millors efectes especials per Más negro que la noche. El 2018 va guanyar, juntament amb Manuel López Egea, el Gaudí als millors efectes especials pel seu treball a Incerta glòria, mentre que pel seu treball a La llibreria fou nominat al Gaudí al millor muntatge i al Goya al millor muntatge. El 2020 fou nominat novament als Premis Gaudí al millor muntatge per La hija de un ladrón i als millors efectes visuals per Born a King. El 2024 va rebre el Premi Gaudí Millors efectes visuals per [[La contadora de películas|La contadora de Películas.]]

## Filmografia (parcial)
- Tuya siempre (2007)
- Eskalofrío (2008)
- The Frost (el gebre) (2009)
- Les veus del Pamano (2009)
- Blackthorn (2011)
- Les aventures de Tadeu Jones (2012)
- Fill de Caín (2013)
- L'altra frontera (2014)
- Murieron por encima de sus posibilidades (2014)
- Más negro que la noche (2014)
- Ningú no vol la anit (2015)
- El rey de La Habana (2015)
- Incerta glòria (2017)
- La llibreria (2017)
- Júlia ist (2017)
- Elisa y Marcela (2018)
- La hija de un ladrón (2019)
- Born a King (2019)
- L'enigma Verdaguer (2019)
- La Contadora de Películas (2023)